# Was wir haben, ist für immer – Das Beste aus 5 Jahren
Was wir haben, ist für immer – Das Beste aus 5 Jahren ist das erste Kompilationsalbum des deutschen Popschlager-Sängers Ben Zucker, das im Oktober 2022 erschien.

## Entstehung und Veröffentlichung
Die Erstveröffentlichung von Was wir haben, ist für immer – Das Beste aus 5 Jahren erfolgte am 28. Oktober 2022 bei Airforce1. Das Album erschien in seiner Originalausführung als CD (Katalognummer: 060244567415) und LP (Katalognummer: 060244848248) sowie zum Download und Streaming mit 20 Titeln. Der Kompilationstitel „Was wir haben, ist für immer“ ist eine Textpassage aus seinem Lied Was für eine geile Zeit.
Das Album ist eine Zusammenstellung der ersten drei Album Na und?! (Juni 2017), Wer sagt das?! (Juni 2019) und Jetzt erst recht! (April 2021). Die Titel Bad for Me (Peter-Raffoul-Cover), Nicht gut für mich, Unsere Lieder, Von jetzt auf gleich und Was ich will, bist du (Ohne dich) (Münchener-Freiheit-Cover) erschien erstmals auf einem Album von Zucker.

## Titelliste
| Nr. | Titel | Autor(en) | Produzent(en)                            | Länge |
| --- | --- | --- | ---------------------------------------- | ----- |
| 1.  | Unsere Lieder | Mathias Ramson, Philipp Klemz, Ben Zucker, Martin Breitenbach                                                  | Thorsten Brötzmann, Mathias Ramson       | 3:02  |
| 2.  | Was ich will, bist du (Ohne dich) (Coverversion von Münchener Freiheit: Ohne dich (schlaf ich heut Nacht nicht ein)) | Michael Kunze, Stefan Zauner, Aron Strobel, Thorsten Brötzmann, Lukas Hainer, Markus Norwin Rummel, Ben Zucker | Thorsten Brötzmann, Markus Norwin Rummel | 3:16  |
| 3.  | Von jetzt auf gleich                                                                                                 | Kim Wennerström, Elias Hadjeus, Philipp Klemz, Ben Zucker, Florian Künstler                                    | Thorsten Brötzmann, Markus Norwin Rummel | 3:41  |
| 4.  | Ziemlich beste Freunde                                                                                               | Kraans de Lutin, Ben Zucker, Robin Wick                                                                        | Kraans de Lutin                          | 3:02  |
| 5.  | Nicht gut für mich (Coverversion von Peter Raffoul: Bad For Me)                                                      | Kate York, Connor Thuotte, Peter Raffoul                                                                       | Thorsten Brötzmann                       | 2:46  |
| 6.  | Na und?! (Version 2022)                                                                                              | Thorsten Brötzmann, Roman Lüth, Philipp Klemz, Ben Zucker                                                      | Thorsten Brötzmann, Roman Lüth           | 3:42  |
| 7.  | Was für eine geile Zeit (feat. DJ Ötzi)                                                                              | Thorsten Brötzmann, David Robinson, Roman Lüth, Philipp Klemz, Ben Zucker                                      | Thorsten Brötzmann, Markus Norwin Rummel | 3:42  |
| 8.  | Der Sonne entgegen                                                                                                   | Thorsten Brötzmann, Lukas Hainer, Alex Knolle, Philipp Klemz, Ben Zucker                                       | Thorsten Brötzmann, Roman Lüth           | 3:42  |
| 9.  | Ich spür' wie die Liebe zerbricht                                                                                    | Roman Lüth, Jona Selle                                                                                         | Thorsten Brötzmann, Roman Lüth           | 3:17  |
| 10. | Schau nur | Anja Krabbe, Tommy Remm, René Schostak, Terence Olivier                                                        | Thorsten Brötzmann, Roman Lüth           | 3:59  |
| 11. | Wer sagt das?! | Thorsten Brötzmann, Roman Lüth, Lukas Hainer, Philipp Klemz, Ben Zucker                                        | Thorsten Brötzmann, Roman Lüth           | 3:12  |
| 12. | Mein Berlin (Remix)                                                                                                  | Mathias Ramson, Philipp Klemz, Ben Zucker, Martin Breitenbach                                                  | Thorsten Brötzmann, Roman Lüth           | 3:18  |
| 13. | Sommer der nie geht                                                                                                  | Joachim Horn, David Robinson, Ben Zucker                                                                       | Thorsten Brötzmann, Roman Lüth           | 3:34  |
| 14. | Einfach weg (Orchesterversion)                                                                                       | Thorsten Brötzmann, Philipp Klemz, Ben Zucker                                                                  | Thorsten Brötzmann, Roman Lüth           | 3:49  |
| 15. | Ich weine nicht um dich                                                                                              | Mathias Ramson, Philipp Klemz, Ben Zucker, Martin Breitenbach                                                  | Thorsten Brötzmann, Mathias Ramson       | 2:50  |
| 16. | Bist du der Mensch                                                                                                   | Alexander Knappe, Kai Oliver Krug, David Oesterling, Ben Zucker                                                | Thorsten Brötzmann, Roman Lüth           | 3:07  |
| 17. | Wieder zurück | Mathias Ramson, Philipp Klemz, Ben Zucker, Martin Breitenbach                                                  | Thorsten Brötzmann, Mathias Ramson       | 3:03  |
| 18. | Nimm mich in den Arm                                                                                                 | Kay Bennet Krutoff, Ben Zucker, Fabel Adam                                                                     | Thorsten Brötzmann                       | 4:03  |
| 19. | It’s a Heartache (feat. Bonnie Tyler)                                                                                | Steve Wolfe, Ronnie Scott                                                                                      | Thorsten Brötzmann                       | 3:15  |
| 20. | Auf uns | Ben Zucker, Luis Cruz, Jennifer Allendoerfer                                                                   | Thorsten Brötzmann                       | 3:18  |

## Chartplatzierungen
Was wir haben, ist für immer – Das Beste aus 5 Jahren ist Ben Zuckers viertes Album, das sich gleichzeitig in allen D-A-CH-Ländern platzieren konnte. In Deutschland (Rang 3) und der Schweiz (Rang 9) war er zugleich das vierte Top-10-Album von Zucker. In Deutschland belegte es darüber hinaus die Chartspitze der deutschen deutschsprachigen Albumcharts.
| ChartsChartplatzierungen | Höchstplatzierung | Wochen |
| ------------------------ | ----------------- | ------ |
| Deutschland (GfK)        | 3 (17 Wo.)        | 17     |
| Österreich (Ö3)          | 55 (2 Wo.)        | 2      |
| Schweiz (IFPI)           | 9 (4 Wo.)         | 4      |